# Cayeux-i Eudokia Sainte-Geneviève-i úrnő
Cayeux-i Eudokia (Eudoxia) (? – 1275 előtt) vagy Mária, franciául: Eudoxie de Cayeux, görögül: Ευδοκία (Ευδοξία) Δεκαέ, latinul: Eudocia (Maria) de Cadoco, Sainte-Geneviève úrnője, A Cayeux család tagja. Laszkarisz Irén nikaiai császárné és Laszkarisz Mária magyar királyné unokahúga.

## Élete
Apja Cayeux-i (V.) Anseau, a Konstantinápolyi Latin Császárság régense, anyja Laszkarina Eudokia nikaiai (bizánci) császári hercegnő, I. Theodórosz nikaiai császár és Angelina Anna bizánci császári hercegnő lányaként III. Alexiosz bizánci császár unokája.
Cayeux-i Eudokia az apja révén észak-franciaországi nemesi családból származik, akik Cayeux urai voltak. Apjának, V. Anseau-nak a rokonai között volt egy Cayeux-i (IV.) Anseau (1165–1221 után), aki I. Richárd angol király kíséretében részt vett a harmadik keresztes hadjáratban (1189–1192), amikor a keresztesek Jeruzsálem visszafoglalására szövetkeztek. A pontos rokonsági fok azonban IV. Anseau és V. Anseau között nem ismert, és IV. Anseau 1221 után eltűnt a krónikákból.
Eudokia apja, (V.) Anseau viszont csak 1230-tól szerepel a feljegyzésekben, amikor a karrierjét azzal alapozta meg, hogy 1230 körül feleségül vette Laszkarisz Eudokiát, Cayeux-i Eudokia édesanyját. V. Anseau Eudokia hercegnővel kötött házasságának köszönhetően tölthette be a Konstantinápolyi Latin Császárság régensi címét 1237 és 1238 között Brienne-i János társcsászár halála után I. Róbert konstantinápolyi latin császár öccsének, II. Baldvinnak a távolléte idején. Apja az első felesége halála után férje újranősült, és feleségül vette Angelina Mária (–1285 után) bizánci császári hercegnőt, Angelosz János (–1254 előtt) bizánci császári hercegnek, aki II. Izsák bizánci császár és Árpád-házi Margit bizánci császárné fia volt, a lányát.  Ebből a házasságából Anseau-nak két fia született, (VI.) Anseau (–1288 után), Dominois ura és Vilmos (–1302), Sénarpont et Dominois-en-Caïeu ura, akik Cayeux-i Eudokia féltestvérei voltak.
Cayeux-i Eudokia férje, Dreux de Beaumont (–1276/77), Sainte-Geneviève ura, a Szicíliai Királyság marsallja volt, és házasságukból öt gyermek származott. Eudokia a Mária nevet vette fel a házasságkötése után. Halálának pontos időpontja nem ismert, de 1275-ben már nem élt, hiszen férje ekkor újranősült, és 1375. szeptember 16-án feleségül vette Salonai Ágnes úrnőt, de ebből a házasságból már újabb gyermekek nem származtak, és Dreux úr 1276-ban vagy 1277-ben elhunyt.

## Gyermekei
- Férjétől, Dreux de Beaumont (–1276/77) Sainte-Geneviève-i úrtól, a Szicíliai Királyság marsalljától, 5 gyermek:
  - Ádám (–1278)
  - János, Sainte-Geneviève ura, utódok
  - Johanna
  - Lajos, Sainte-Geneviève ura, felesége Jeanne le Bouteiller
  - Gillette (–1304), a párizsi St-Antoine-des-Champs apátnője